# Körösladány
Körösladány è una città dell'Ungheria di 5.114 abitanti (dati 2001). È situato nella contea di Békés.